# Fratafernes (sàtrapa)
Fratafernes (Phrataphernes, Φραταφέρνης) fou un noble persa governador provincial (sàtrapa) sota Darios III de Pèrsia.
Quan es va produir la invasió macedònia, Fratafernes es va unir a les tropes reials amb els contingents de la seva satrapia de Pàrtia i Hircània abans de la batalla d'Arbela (331 aC). Després de la derrota va acompanyar al rei en la fugida i a la mort del rei es va rendir voluntàriament a Alexandre el Gran, que el va confirmar en els seus governs.
Va ajudar els macedonis, juntament amb Caranos, contra Satibarzanes de Sogdiana. Després es va unir al rei a Zariaspa (328 aC). A l'hivern del 328 al 327 aC fou enviat contra el sàtrapa dels mardis i tapuis, al qual va fer presoner, i després fou executar. Després es va reunir amb Alexandre a l'Índia poc abans de la victòria sobre Poros, i llavors va retornar a la seva satrapia des d'on va enviar el seu fill Farasmanes amb una gran caravana d'aprovisionament per l'exèrcit del rei en el seu camí per Gedròsia.
A la mort d'Alexandre va conservar el seu govern, però sembla que ja era mort a la partició de Triparadisos (321 aC) i la satrapia fou donada a Filip, anteriorment governador de Sogdiana.